# Richard Oskar Gänzel

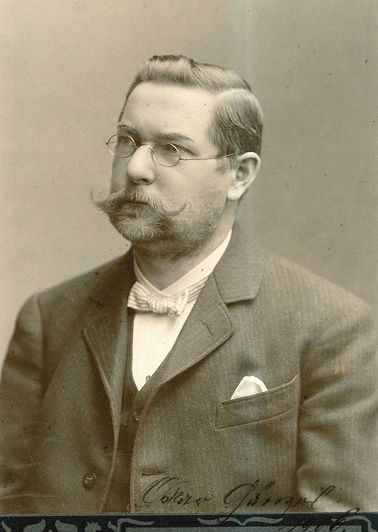
Richard Oskar Gänzel

Richard Oskar Gänzel (* 19. März 1858 in Meißen; † 3. Juni 1936 in Dresden) war ein deutscher Baumeister. Er gestaltete maßgeblich den Ausbau des Dresdener Villenvorortes Königswald (Dresden-Klotzsche) mit.

## Werdegang

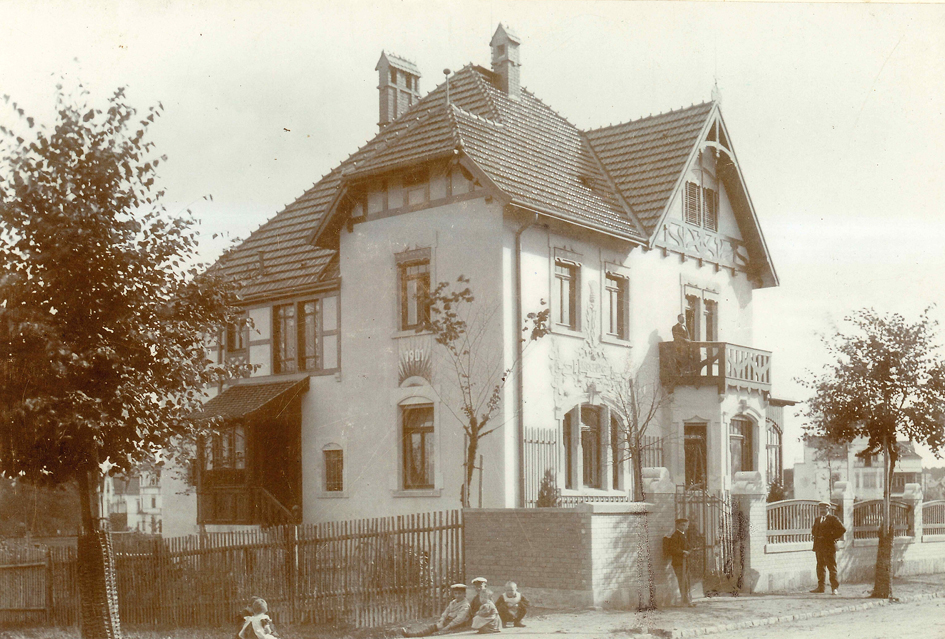
Villa Ingeborg, Gänzels Wohnhaus – er posiert auf dem Balkon im 1. OG.

In der handwerklichen Tradition seines Vaters erlernte er zunächst das Zimmermannshandwerk und vollendete später seine Ausbildung als Baumeister. 1881 heiratete er Angelica Meta Mittelbach. Aus der Ehe gingen drei Söhne hervor: Oskar Ronald Lothar (* 1882 in Kötzschenbroda), Oskar Erwin Manfred (* 1889), Oskar Heribert Balduin (* 1894; † 1916 in Frankreich gefallen). Der älteste Sohn Lothar wurde nach einer Zimmermannslehre ebenso Baumeister in Dresden-Pieschen.
Eine der ersten 1901 von Oskar Gänzel errichteten und zunächst bis 1903 von ihm selbst bewohnten Villen war die Villa Ingeborg auf der Goethestraße 6 (damalig 8). Schräg gegenüber der Villa Roland (Goethestraße 7)  gründete und betrieb er ab 1901 –  nur zwei Häuser weiter zum Architekturbüro von Woldemar Kandler (Goethestr. 3) – ein Atelier für Baukunst und Kunstgewerbe. Insgesamt errichtete er etwa 17 Villen im Kurort Klotzsche auf eigene Rechnung und nach eigenen baukünstlerischen Vorstellungen. Diese Villen vermietete oder verkaufte er als selbstständiger Baumeister vor allem an wohlhabende Dresdner, die sich ein Leben in Königswald zu dieser Zeit leisten konnten. Bereits 1903 zog die Familie Gänzel nach Dresden in die Dinglingerstr. 1. Mit Beginn der Wirtschaftskrise Ende der 1920er war er gezwungen, alle Objekte in Klotzsche nach und nach zu veräußern, um finanzielle Forderungen der Bauunternehmungen bedienen zu können.
Oskar Gänzel war Mitglied der Allgemeinen Deutschen Kunstgenossenschaft.

## Architektur

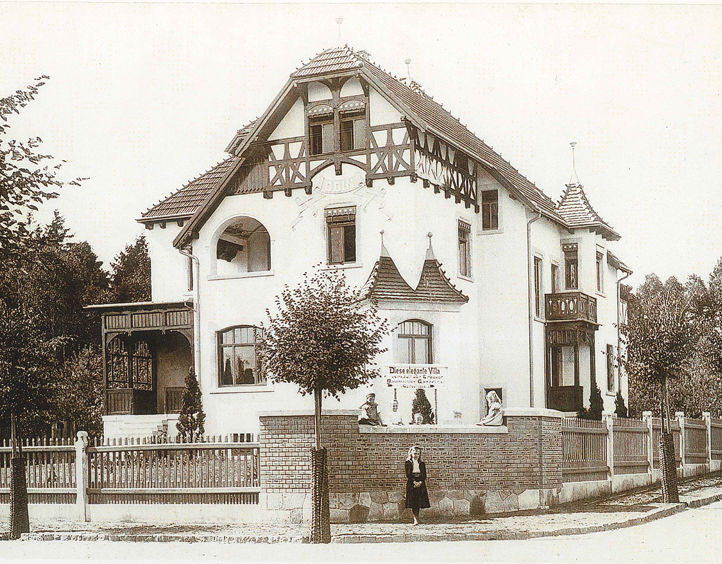
Villa Odin mit Werbetafel „Diese elegante Villa ist zu verkaufen vom Erbauer Baumeister Oskar Gänzel“

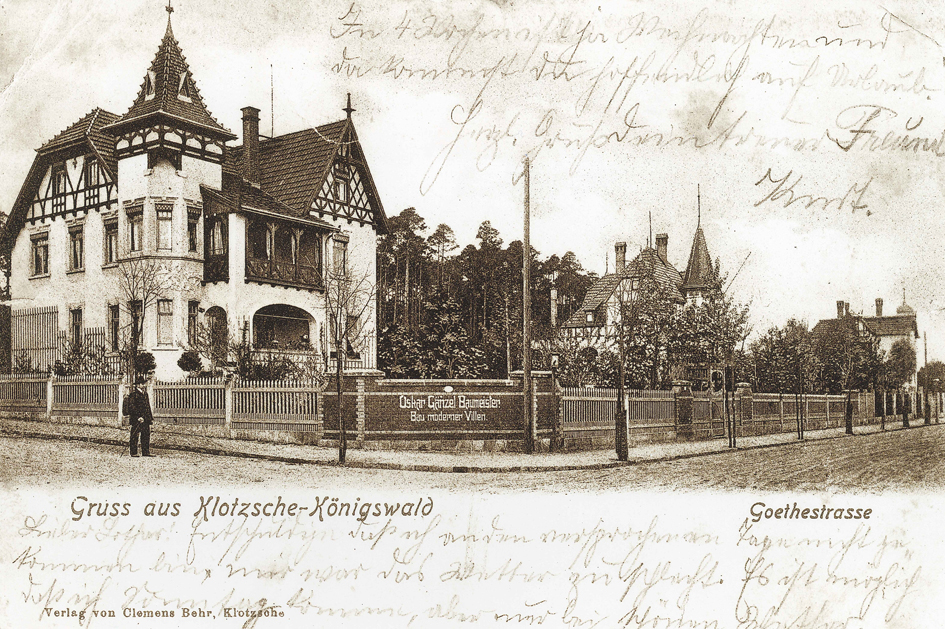
Villa Baldur mit Baumeister Gänzel sowie Werbeanzeige auf der Einfriedung vom Baumeister

Die im frühen Jugendstil errichteten Villen waren zum großen Teil zur Bewohnung durch eine Familie samt Bediensteter konzipiert; die späteren Bauten auch als Mietvillen mit mehreren Parteien.
Neben den Gesellschaftsräumen wie Salon, Speisezimmer und Herrenzimmer verfügten die Villen über umfangreiche Wirtschaftsräume für Wäsche und Lagerhaltung, für die in den hinter den Villen liegenden Nutzgärten selbst erzeugten Produkte. Alle Geschosse verfügten über geschossweise WCs mit Anschluss an die typische Zwei-Kammer-Grube.
Konstruktiv handelt es sich durchgängig um zeittypische verputzte, mit Stuckornamenten versehene, zweischalige, voll unterkellerte Ziegelbauten mit teils tragenden Fachwerkaufbauten in den Obergeschossen und hölzernen, steilen Dachstühlen mit Falzziegel-Eindeckung und sächsischen Liegerinnen. Anbauten wie Wintergärten, Balkone und Eingangszugange sind einfachverglaste Holzbauten. Die Fassadenöffnungen besitzen reliefierte Sandsteingewände – im Erdgeschoss mit Holzrollläden; im Obergeschoss mit hinter Lambrequins liegenden Holzaußenjalousien. Letztere sind meist jedoch nicht mehr erhalten. Im Inneren der Villen wurden zum Teil bereits innovative Stahlbetonhohldielen als Decken und großformatige Gipsblockelemente als Zwischenwände verbaut. Einige Villen besitzen einen Dresdner Graben zur Trockenhaltung des Souterrains. Die Heizung erfolgte raumweise über Kachelöfen mit Holz und Kohle.
Die Villen wurden meist von den gleichen Handwerkern ausgeführt, die mit Fertigstellung sozusagen von einem Haus zum Nächsten zogen. Dies lässt sich sehr gut an den identischen Baumaterialien innen und außen und deren Gestaltung ablesen.
Charakteristisch für Gänzel sind aus gestalterischer Sicht die Anlehnung an den Schweizerstil wie die Holzarbeiten des Dachüberstands und die geschwungenen Zier-Fachwerk-Applikationen. Weitere Kennzeichen sind die Krüppelwalm- und Schleppdächer meist zur Gartenseite, die Verwendung von schwarzen Nocken-Grat- und Firststeinen im Gegensatz zu den kupferrot glasierten Falzziegeln (Kunstziegelei Maximilian Noetzold, Dresden-Briesnitz) ebenso wie die um Erdgeschoss im 45°-Winkel an die Villa angestellten Erker mit charakteristischem, zweizackigen, verschneidenden Dach.
Im Inneren verfügten die Villen über eine intensive Farbausgestaltung, Parkett und Holzvertäfelungen, farbige Bleiverglasungen und Messingbeschläge. Im Rahmen der mitgestalteten Außenanlagen sind städtebaulich die straßenseitigen Einfriedungen in Form von Klinkermauern an den Grundstücksgrenzen bzw. an den Straßenecken mit Überhöhungen – typisch für Klotzsche – zu erwähnen, hinter welchen sich meist ein Belvedere befand.
Im Besonderen wurde die Goethestraße und deren Eckgrundstücke von Gänzel geprägt. So sind ihm gemäß den erhaltenen Bauakten von Dresden-Klotzsche die Villa Ingeborg, Villa Odin, Villa Elisabeth, Villa Roland, Villa Goethestraße 10, Villa Baldur und Villa Bayreuth zuzuordnen. Alle von Oskar Gänzel errichteten Villen stehen heute unter Denkmalschutz.